# Hartmut Fricke
Hartmut Fricke (* 1. Juli 1967 in Berlin) ist ein deutscher Verkehrswissenschaftler und Professor für die Technologie und Logistik des Luftverkehrs an der Fakultät Verkehrswissenschaften „Friedrich List“ an der TU Dresden, deren Dekan er zwischen 2012 und 2017 war.

## Beruflicher Werdegang
Nach seinem Abitur 1985 am französischen Gymnasium Berlin studierte Fricke bis 1991 Luft- und Raumfahrttechnik an der TU Berlin. Anschließend arbeitete er dort als wissenschaftlicher Mitarbeiter und wurde 1995 promoviert. Kurz nach seiner Habilitation 2001 erhielt er den Ruf an den Lehrstuhl für die Technologie und Logistik des Luftverkehrs der TU Dresden, den er bis heute innehat. 2002 übernahm er die Geschäftsführung der Gesellschaft für Luftverkehrsforschung GmbH (GfL). Am 17. Dezember 2012 wurde er zum Dekan der Fakultät Verkehrswissenschaften an der TU Dresden gewählt.